# Partido Demócrata del Chaco
El Partido Demócrata del Chaco es un partido político distrital de Argentina, con personería en la Provincia del Chaco, integrante del Partido Demócrata a nivel nacional.

## Historia
Fue fundado en 2006 con el nombre de Partido Popular de la Reconstrucción. En 2017 cambió su nombre por el actual y en 2018 fue uno de los seis partidos provinciales que refundaron el Partido Demócrata (Nacional).
En 2019 integró nacionalmente, la alianza Juntos por el Cambio, apoyando la candidatura presidencial de Mauricio Macri, de Propuesta Republicana. En 2022 decidió integrar la alianza La Libertad Avanza, apoyando la candidatura presidencial de Javier Milei.
Para las elecciones provinciales del 2023 el partido se inscribió dentro de la alianza peronista Frente Chaqueño.